# Distrito de Uchuraccay
El distrito de Uchuraccay es uno de los trece que conforman la provincia de Huanta, en el departamento de Ayacucho, bajo la administración del Gobierno regional de Ayacucho. Su capital es el pueblo de Huaynacancha. Esta localidad se dio a conocer tras la masacre de Uchuraccay en 1983, que marcó el inicio de la violencia de la época del terrorismo en el Perú.  
Desde el punto de vista jerárquico de la Iglesia católica, forma parte de la Arquidiócesis de Ayacucho.

## Historia
El proceso de distritalización fue impulsado desde las comunidades en el 2012, con apoyo de la ONG World Vision Perú. La principal finalidad de esta división política fue promover el desarrollo de los centros poblados cercanos, empezando por la solución a las deficiencias en salud, educación, integración vial y servicios básicos. El distrito fue creado mediante Ley N.º 30221 el 10 de julio de 2014, en el gobierno de Ollanta Humala.

## Geografía
El distrito de Uchuraccay se encuentra localizado en el valle entre los ríos Apurímac y Ene.
Los 48 centros poblados que lo componen son los siguientes: 
Ancosocya 
Callampa 
Carhuahuran 
Ccachi 
Ccano 
Ccarasencca 
Ccocha Ccocha 
Cercan 
Chilipata 
Chinchay 
Choquewichqa 
Chuqui 
Churunmarca 
Chuyas 
Cunya 
Espincuy 
Huaychao 
Huaynacancha 
Iquicha 
Lapcces 
Llaccllan 
Llaipu Huaman 
Llaulli 
Macabamba 
Marcobamba 
Ninakero 
Orccohuasi (Tincoy) 
Pampalca 
Panti 
Pucaccasa 
Pucara 
Pucara Pampa 
Purhuay 
Qanqayllo 
Qato Pata 
Rodeo Occoro 
Sullccapallcca 
Tahuaccocha 
Tanahuasi  
Torotoro  
Tupin  
Uchuraccay  
Vizcachayocc  
Yahuayocc  
Yanamonte  
Yanarumi  
Yuraccjaja    
Los límites son los siguientes:
Al noroeste y norte: distritos de Santillana y Sivia (provincia de Huanta) 
Al este: distrito de Ayna (provincia de La Mar) 
Al sur: distrito de Tambo (provincia de La Mar) 
Al sureste: distritos de Huanta y Santillana (provincia de Huanta)   

## Autoridades

### Municipales
- 2019 - 2022[5]
  - Alcalde: Zócimo Huamán Chávez, de Musuq Ñan.
  - Regidores:

  1. Yuri Antonio Huachaca Cuchuri (Musuq Ñan)
  2. Néstor Curo Tineo (Musuq Ñan)
  3. Ceferino Pineda Morales (Musuq Ñan)
  4. Martha Hilda Cruz Muñoz (Musuq Ñan)
  5. Teófila Figueroa Leandro (Qatun Tarpuy)

Alcaldes anteriores
- 2015-2018:[6] Romel Pacheco Ccorimanya, Movimiento Qatun tarpuy (QT).